# Mistrzostwa Azji w Chodzie Sportowym 2008
Mistrzostwa Azji w Chodzie Sportowym 2008 – zawody lekkoatletyczne, które odbyły się 16 marca w japońskim mieście Nomi. Rozegrano chód na 20 kilometrów kobiet i mężczyzn.

## Rezultaty
| Konkurencja:           | Złoto            | Wynik   | Srebro           | Wynik   | Brąz           | Wynik   |
| Chód na 20 km mężczyzn | Kōichirō Morioka | 1:21:55 | Akihiro Sugimoto | 1:22:09 | Takayuki Tani  | 1:22:31 |
| Chód na 20 km kobiet   | Mayumi Kawasaki  | 1:31:39 | Yang Sha         | 1:32:23 | Masumi Fuchise | 1:32:37 |

## Klasyfikacja medalowa
| Miejsce | Kraj    | Złoto | Srebro | Brąz | Razem |
| 1.      | Japonia | 2     | 1      | 2    | 5     |
| 2.      | Chiny   | 0     | 1      | 0    | 1     |
| Suma    | Suma    | 2     | 2      | 2    | 6     |

## Rekordy
Podczas zawodów ustanowiono 4 krajowe rekordy w kategorii seniorów:
| Zawodnik             | Reprezentacja | Konkurencja   | Rezultat |
| -------------------- | ------------- | ------------- | -------- |
| Amir Khairgorazlighi | Iran          | chód na 20 km | 1:29:15  |
| Tse Chun Hung        | Hongkong      | chód na 20 km | 1:36:15  |
| Volooj Otgontuul     | Mongolia      | chód na 20 km | 1:45:09  |
| Po Man Lo            | Hongkong      | chód na 20 km | 1:57:52  |